# Lantgrevskapet Hessen-Darmstadt
Lantgrevskapet Hessen-Darmstadt var en tidigare monarkisk stat inom nuvarande tyska förbundslandet Hessens gränser, som existerade från 1567 och som efter Tysk-romerska rikets upplösning 1806 blev Storhertigdömet Hessen.

## Historia

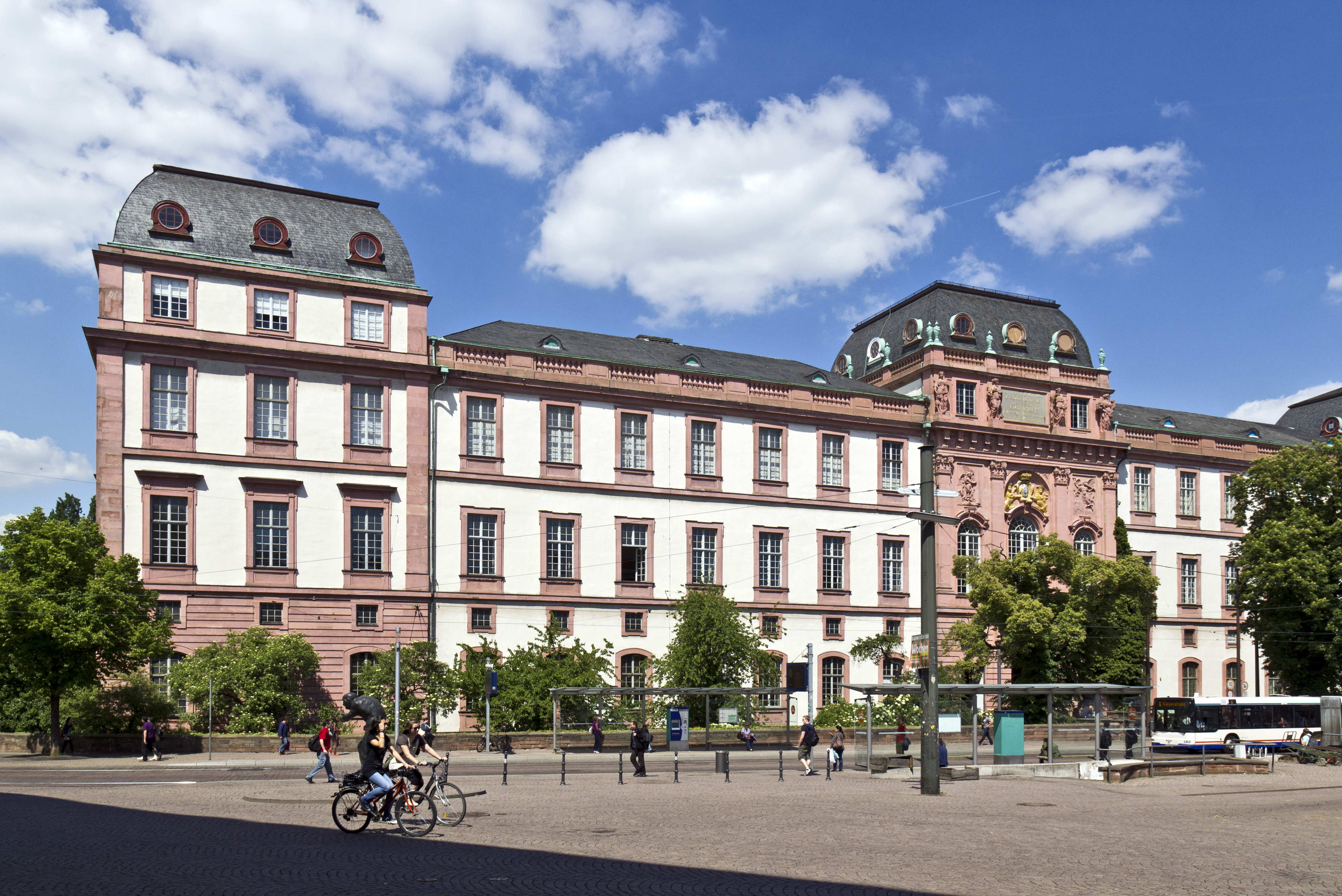
Slottet i Darmstadt.

Vid Filip den ädelmodiges död 1567 kom ungefär en åttondel av dåvarande lantgrevskapet Hessen, dvs Hessen-Darmstadt,  att tillfalla hans fjärde son Georg den fromme. Äldste brodern Vilhelm IV erhöll Hessen-Kassel, näst äldste brodern Ludvig IV fick Hessen-Marburg, och tredje brodern Filip II tilldelades Hessen-Rheinfels. 
1583 införlivades Hessen-Rheinfels i lantgrevskapet, något som ledde till konflikt och rivalitet med Hessen-Kassel. Sonen och efterträdaren Ludvig V grundade 1607 universitetet i Giessen och införde 1623 en arvföljdsordning, baserad på primogenitur. I hans område införlivades 1604 även Hessen-Marburg. Trots att han var luthersk stod Ludvig V, liksom sonen Georg II på kejsarens sida i 30-åriga kriget. 
Ernst Ludvig och Ludvig VIII kopierade den franska hovhållningen och skuldsatte landet, medan den sparsamme, militäriskt lagde Ludvig IX, som tjänade i Fredrik den stores preussiska här, återställde ekonomin.
Hans hustru Karolina av Birkenfeld-Zweibrücken samlade tidens skönandar vid sitt hov. 1792 blev Hessen-Darmstadt inblandat i koalitionskrigen mot Frankrike, men gynnades av Napoleon, upptogs i Rhenförbundet och utvidgades, i synnerhet på bekostad av de sekulariserade områdena Mainz och Worms.
Ludvig X fick suveränitet över riksriddarna och lät 1806 utropa sig till Storhertig av Hessen och vid Rhen under namnet Ludvig I.

## Lantgrevar
- Georg I, fjärde son till Filip den ädelmodige, 1567–1596
- Ludvig V, son till Georg I, 1596–1626
- Georg II, son till Ludvig V, 1626–1661
- Ludvig VI, son till Georg II, 1661–1678
- Ludvig VII, äldste son till Ludvig VI, 1678
- Ernst Ludvig, andre son till Ludvig VI, 1678–1739
- Ludvig VIII, son till Ernst Ludvig, 1739–1768
- Ludvig IX, son till Ludvig VIII 1768–1790
- Ludvig X son till Ludvig IX, 1790–1806

Ludvig X blev efter 1806 storhertig Ludvig I.

## Se även

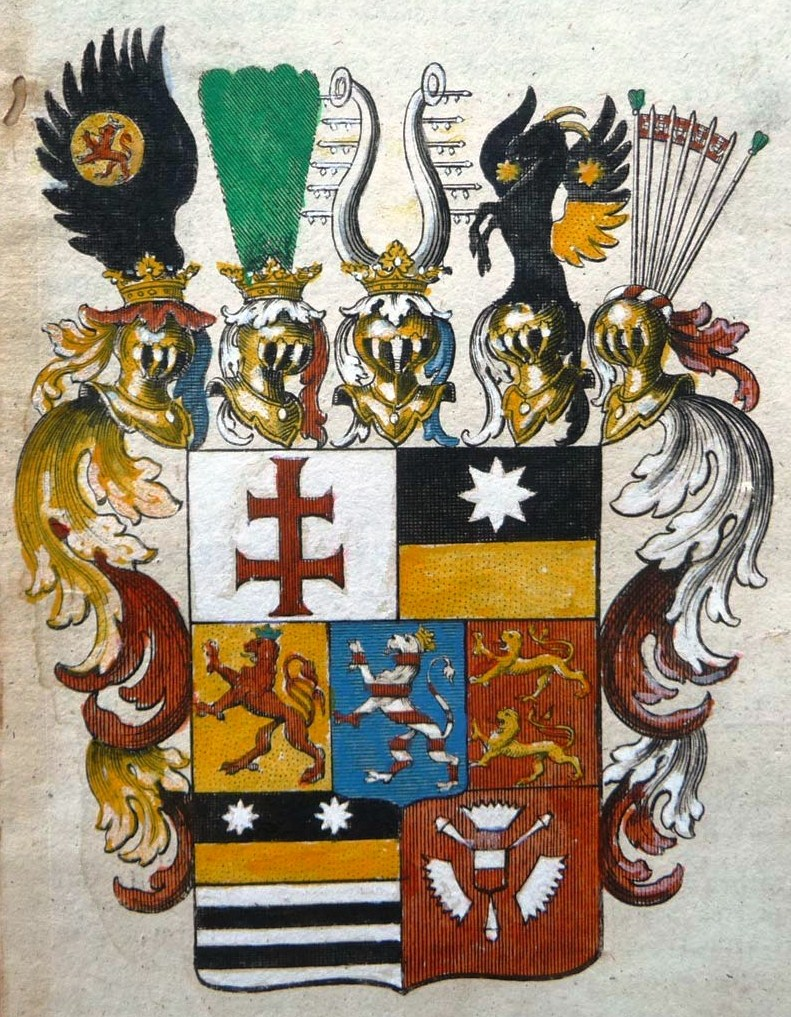
Heraldisk vapensköld för lantgrevskapet (1642-1736).